# Jabbeke
Jabbeke är en kommun i Belgien.   Den ligger i provinsen Västflandern och regionen Flandern, i den västra delen av landet, 90 km väster om huvudstaden Bryssel. Antalet invånare är 13 659.
Omgivningarna runt Jabbeke är en mosaik av jordbruksmark och naturlig växtlighet. Runt Jabbeke är det tätbefolkat, med 411 invånare per kvadratkilometer.